# Fort Rucker AL
Fort Rucker é uma Região censo-designada localizada no estado americano do Alabama, no Condado de Dale.

## Demografia
Segundo o censo americano de 2000, a sua população era de 6 052 habitantes.

## Geografia
De acordo com o United States Census Bureau, a localidade tem uma área de 28,2 km², sem área coberta por água.

## Localidades na vizinhança
O diagrama seguinte representa as localidades num raio de 16 km ao redor de Fort Rucker.